# Riccardo Dalisi
Riccardo Dalisi, né le 1er mai 1931 à Potenza (Italie) et mort le 9 avril 2022 à Naples (Italie), est un architecte, designer et artiste italien.

## Biographie
En 1957, Riccardo Dalisi est diplômé de l'Université Federico II, et intègre le studio de son professeur Francesco Della Sala. En 1969, il devient à son tour professeur à l'école d'architecture de Naples.
C'est l'un des membres fondateurs de Global Tools, aux côtés d'Andrea Branzi, d'Alessandro Mendini et d'Ettore Sottsass. 
Dès le début des années 1970, il organise des ateliers dans les rues du quartier Traiano de Naples, où il entreprend un travail collaboratif avec ses étudiants en architecture et les enfants de ce quartier pour créer des structures et des objets de la manière la plus libre possible. Ces travaux collaboratifs sont le fruit de ce qu'il appelle la géométrie générative, inspirée de la grammaire générative théorisée par Noam Chomsky.
En 1972, il publie un article dans Casabella où il théorise la tecnica povera (technique humble) qu'il oppose à la technique pure.

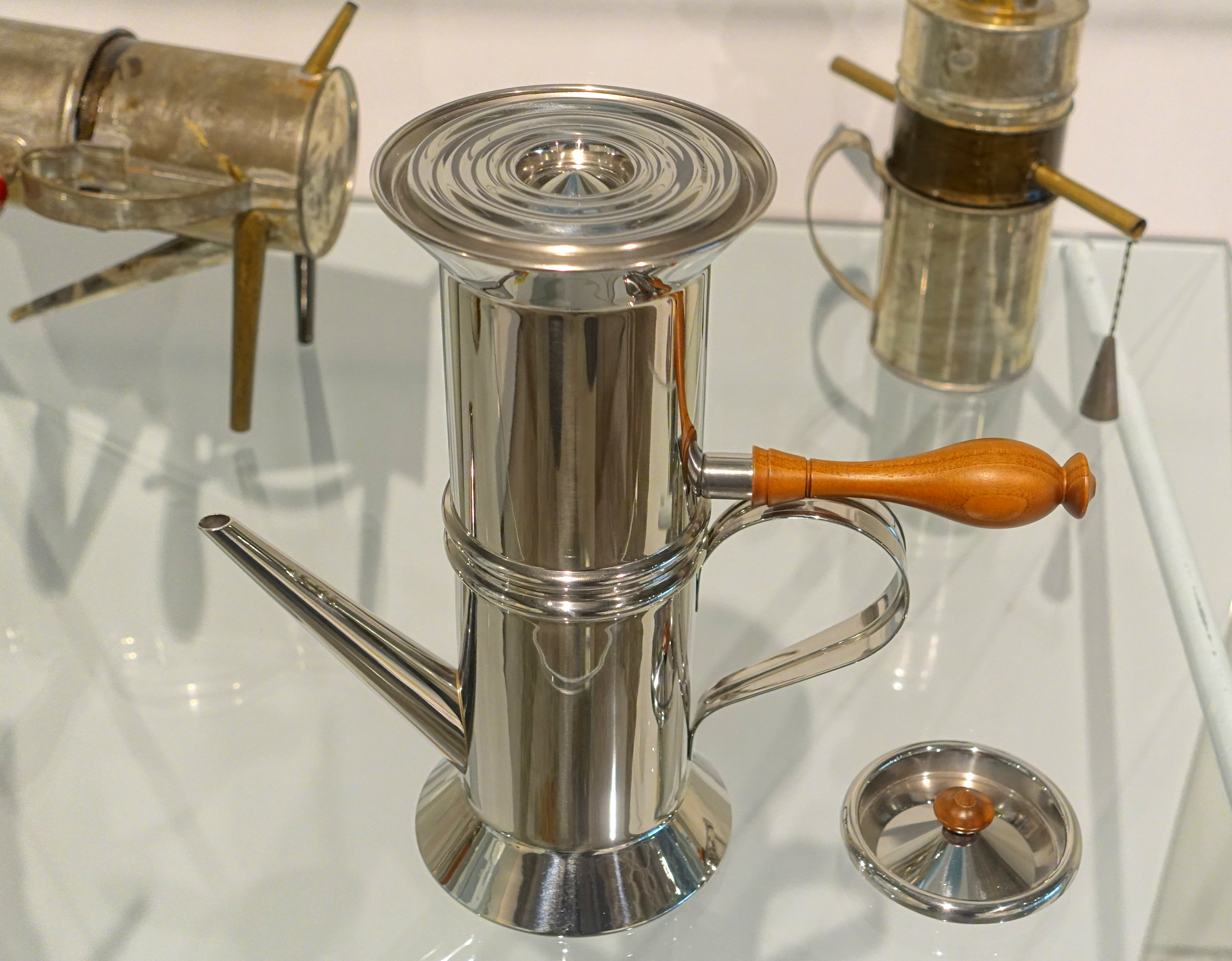
Cafetière napolitaine (modèle 90018) par Riccardo Dalisi, produit par Alessi à Crusinallo (Italie) en 1988 - Musée des beaux-arts de Montréal (Canada).

En 1979, Alessi lui propose de réinventer la cafetière napolitaine. Il présente 200 prototypes, et huit ans après, sa cafetière Napolitaine voit le jour,. Ce travail lui vaudra de remporter le Compasso d'Oro en 1981. Il dessinera dès lors plusieurs objets pour des éditeurs italiens avec des marques comme Playline ou Zanotta.
En 1997, la ville de Naples et la Confédération des artisans et des petites et moyennes entreprises lui proposent de diriger un workshop avec ses étudiants et les artisans locaux, afin d'imaginer sculptures et mobilier urbain pour la rue Catalana de Naples.
En 2010, il lance lors de la triennale de Milan le Compasso di Latta, concours de design durable à visée sociale.
En 2012 il organise des ateliers, sous forme de laboratoire créatif, avec les mineurs de la prison de Nisida près de Naples.